# Нижняя Воегоща
Ни́жняя Воего́ща — деревня в Рыльском районе Курской области. Входит в состав Никольниковского сельсовета.

## География
Деревня находится на реке Воегощица (приток Амоньки), в 111 км западнее Курска, в 17 км к северо-западу от районного центра — города Рыльск, в 4,5 км от центра сельсовета  — Макеево.
Климат
Нижняя Воегоща, как и весь район, расположена в поясе умеренно континентального климата с тёплым летом и относительно тёплой зимой (Dfb в классификации Кёппена).

## Население
| 2002 | 2010 |
| ---- | ---- |
| 15   | ↘7   |

## Инфраструктура
Личное подсобное хозяйство. В деревне 11 домов.

## Транспорт
Нижняя Воегоща находится в 11,5 км от автодороги регионального значения 38К-017 (Курск — Льгов — Рыльск — граница с Украиной), в 6 км от автодороги 38К-040 (Хомутовка — Рыльск — Глушково — Тёткино — граница с Украиной), в 2,5 км от автодороги межмуниципального значения 38Н-345 (38К-017 — Большегнеушево с подъездом к с. Макеево), в 18 км от ближайшей ж/д станции Рыльск (линия 358 км — Рыльск).
В 183 км от аэропорта имени В. Г. Шухова (недалеко от Белгорода).